# Una rossa molt legal
Una rossa molt legal (títol original en anglès: Legally Blonde) és una pel·lícula de Robert Luketic estrenada l'any 2001. El film va ser adaptat com a comèdia musical l'any 2007. Ha estat doblada al català.

## Argument
Ella Woods no està contenta en ser una verdadera rossa de somriure brillant i look d'infern. Alumna superdotada, presideix amb energia una associació d'estudiants a la universitat de Califòrnia i té totes les bases per triomfar a la vida. El seu cor pertany sencer al seu amic, Warner, el noi més ben posat del campus. Desgraciadament, les ambicions polítiques d'aquest últim- una butaca de senador abans de la trentena com vol una tradició familiar - s'acomoden malament amb una companya rossa (és a dir, fatalment eixelebrada, narcisista i dèbil). És així com un trist vespre, es veu abandonada per l'home de la seva vida.
Malgrat aquesta ruptura sobtada i inesperada, està ben decidida a provar les seves capacitats i s'inscriu en dret a Harvard per conquerir la més prestigiosa universitat americana. Mentrestant s'assabenta que el seu ex-amic s'ha promès. Per reconfortar-se, va a fer-se una manicura on trobarà una dona amb qui farà amistat i que li donarà consells contra la nova promesa de Warner.

## Repartiment
- Reese Witherspoon: Ella Woods
- Luke Wilson: Emmett Richmond
- Selma Blair: Vivian Kensington
- Matthew Davis: Warner Huntington III
- Victor Garber: Professor Callahan
- Raquel Welch: Mrs. Windham Vandermark
- Jennifer Coolidge: Paulette Bonafonté
- Holland Taylor: Professor Stromwell
- Ali Larter: Brooke Taylor Windham
- Jessica Cauffiel: Margot
- Alanna Ubach: Serena
- Oz Perkins: "Dorkie" David Kidney
- Linda Cardellini: Chutney Windham
- Bruce Thomas: Repartidor de UPS (amor de Paulette)
- Meredith Scott Lynn: Enid Wexler
- Kimberly McCullough: Amy
- Greg Serano: Enrique Salvatore
- Michael B. Silver: Bobby
- Lisa Arch: Una venedora en una botiga

## Comèdia musical
L'adaptació com a comèdia musical va ser signada per Laurence O'Keefe i Nell Benjamin per la música i la lletra, i Heather Hach pel llibret.
L'espectacle es va obrir a Broadway l'Abril 2007 amb una posada en escena i coreografia de Jerry Mitchell. El repartiment original era compost de Laura Bell Bundy en el paper d'Ella, Christian Borle en el d'Emmett i Orfeh en el de Paulette. L'espectacle va tenir set nominacions als premis Tony i deu als premis Drama Desk, sense assolir cap premi.
La versió londinenca de l'espectacle va començar el gener de 2010 al Savoy Theatre, amb Sheridan Smith en el paper d'Ella, Alex Gaumond en el d'Emmett i Jill Halfpenny en el de Paulette. L'espectacle va tenir cinc nominacions als premis Laurence Olivier, assolint-ne tres, entre els quals el del Best New Musical.
La versió parisenca de l'espectacle va tenir lloc l'any 2012 al Teatre El Palace de París, amb Aurore Delplace en el paper d'Ella Woods, Julien Salvia en el paper de Emmett, i en el paper de Paulette, Lina Lamara.

## Premis i nominacions

### Premis
- Premiada als Teen Choice Awards de 2001 amb un Teen Choice Award de Film - Choice Movie of the Summer
- Premiada als BMI Film & TV Awards de 2002 amb un BMI Film Music Award per Rolfe Kent
- Premiada als Hollywood Makeup Artist and Hair Stylist Guild Awards de 2002 pel Best Contemporary Hair Styling - Feature en favor de Joy Zapata i Linda Arnold
- Premiada als MTV Movie Awards de 2002 
  - per la Best Comedic Performance a favor de Reese Witherspoon
  - i el premi Best Dressed a favor de Reese Witherspoon
  - i la millor replica (Best Line) a favor de Reese Witherspoon ("Oh, I like your outfit too, except when I dress up as a frigid bitch, I try not to look so constipated.")
  - igualment nominada per un MTV Movie Award a la Best Female Performance per Reese Witherspoon
  - igualment nominada amb un MTV Movie Award al Best Movie

### Nominacions
- Nominada als British Comedy Awards de 2002 pel British Comedy Award a la Best Comedy Film
- Nominada a la Càsting Society of America en 2002 amb un Artios pel Best Casting for Feature Film, Comedy en favor de Joseph Middleton i Michelle Morris
- Nominada als Costume Designers Guild Awards de 2002 per Excelence in Costume Disseny for Film - Contemporary en favor de Sophie Carbonell
- Nominada als Globus d'Or de 2002 pel Premis Globus d'Or
  - Globus d'Or a la millor pel·lícula musical o còmica
  - Globus d'Or a la millor actriu musical o còmica en favor de Reese Witherspoon
- Nominada als Kids' Choice Award de 2002 per un Blimp Award a la Favorite Female Movie Star en favor de Reese Witherspoon
- Nominada als Premis Satellite de 2002 amb un premi Golden Satellite 
 
  - pel Best Original Score a favor de Rolfe Kent
  - per la Best Perfomance by any Actress in a Motion Picture, Comedy or Musical en favor de Reese Witherspoon
- Nominada als premis Young Artist de 2002 pel Best Family Feature Film - Comedy

## Crítica
- "Una comèdia lleugera que es balanceja entre la ximpleria i l'encant. (...) Puntuació: ★★★ (sobre 5)."[3]
- "El personatge sobre el paper és incoherent, però Miss Witherspoon té els suficients reflexos perquè Doble ela resulti, al mateix temps, atractiva i ridícula. És divertida (...) a l'estil de Doris Day."[4]
- "Realment no és més que un 'Clueless' (Fora d'ona, 1995) però sense l'enginy afilat i elaborat d'aquesta."[5]